# Пуща (Логойський район, Заріченська сільська рада)
Пуща (біл. вёска Пушча) — село (веска) в складі Логойського району розташоване в Мінській області Білорусі, підпорядковане Заріченській сільській раді.
Село Пуща розташоване в центрі Білорусі — в північній частині Мінської області - орієнтовне розташування [Архівовано 25 серпня 2011 у WebCite].